# Scott Bessent
Scott Kenneth Homer Bessent (kiejtés: /ˈbɛsənt/ BESS-ənt; Conway, Dél-Karolina, 1962. augusztus 21. –) amerikai befektető és hedge fund-menedzser, 2025 óta az Egyesült Államok 79. pénzügyminisztere.
Francia hugenotta felmenőkkel rendelkezik, egy ingatlanügynök gyerekeként nőtt fel Dél-Karolinában. Tanulmányait a Yale Egyetemen végezte, amelyet követően több különböző hedge fundnak és pénzügyi cégnek dolgozott. 1991-ben csatlakozott a Soros Fund Managementhez, az évtizedben partner volt a cégnél, londoni központjának vezetője lett. 2000-ben lemondott, hogy megalapítsa saját cégét egy milliárd dollárral, amely 2005-ben bezárt. 2006 és 2010 között visszatért a Yale-re, hogy tanítson. 2011–2015 között ismét az SFM-nél dolgozott, ezúttal befektetési igazgatóként. 2015-ben azért távozott, hogy elindítsa saját hedge fundját, a Key Square Groupot, 2 milliárd dollárral.
Donald Trump 2024-es elnökválasztási kampánya egyik fontos támogatója, adománygyűjtője, illetve gazdasági tanácsadója volt. 2024 novemberében Trump bejelentette, hogy Bessentet fogja jelölni a Pénzügyminisztérium élére, amely jelölést a szenátus 2025. január 27-én hagyott jóvá, 68–29 arányban. Mindössze a második nyíltan meleg férfi, aki a kabinet tagja (Pete Buttigieg után), és mindössze az ötödik, akik kabinet-szintű posztot betöltött (Demetrios Marantis, Richard Grenell, Buttigieg és Vince Micone után). Ötödik helyen áll az elnöki utódlási sorrendben, amellyel az ország történelmének legmagasabb rangú nyíltan LMBT-személye.